# Pachycephala johni
A Pachycephala johni a madarak osztályának verébalakúak (Passeriformes) rendjébe és a légyvadászfélék (Pachycephalidae) családjába tartozó faj.

## Rendszerezése
A fajt Ernst Hartert német ornitológus írta le 1903-ban. Szerepel a Pachycephala griseonota alfajaként Pachycephala griseonota johni néven is.

## Előfordulása
A Maluku-szigetekhez tartozó Obi szigetén honos.

## Természetvédelmi helyzete
Az elterjedési területe kicsi. A Természetvédelmi Világszövetség Vörös listáján nem szerepel.